# El paso del Rhin
El paso del Rhin  (en francés, Le Passage du Rhin) es una película francesa dramática de 1960 dirigida por André Cayatte y protagonizado por Charles Aznavour y Georges Rivière en sus papeles principales.

## Argumento
Dos soldados franceses días después de la ocupación de Francia por Alemania que les obliga a trabajar en una granja alemana  bajo el programa del Servicio del Trabajo Obligatorio (STO), pero se involucran en la vida de sus captores.

## Reparto
- Charles Aznavour: Roger Perrin
- Nicole Courcel: Florence
- Georges Rivière: Jean Durrieu
- Cordula Trantow: Helga
- Georges Chamarat: el panadero
- Jean Marchat: Michel Delmas
- Albert Dinan: el militar Cadix
- Michel Etcheverry: Ludovic
- Ruth Hausmeister: Frau Keßler
- Benno Hoffmann: Otto
- Henri Lambert: Louis
- Lotte Ledl: Lotte
- Bernard Musson: el prisionero liberado
- Alfred Schieske: Fritz Keßler
- Serge Frédéric
- Albert Rémy
- Colette Régis
- Jean Verner
- Betty Schneider: Alice
- Nerio Bernardi: Rodier

## Premios y distinciones
Festival Internacional de Cine de Venecia
| Año  | Categoría   | Galardonado   | Resultado |
| ---- | ----------- | ------------- | --------- |
| 1960 | León de Oro | André Cayatte | Ganador   |